# Oliver Allen
Oliver James Allen, także Olly Allen (ur. 27 maja 1982 w Norwich) – brytyjski żużlowiec.

## Przynależność klubowa
Wielka Brytania
- Peterborough Panthers (1997–1998)
- Arena Essex Hammers (1998)
- Swindon Robins (1999–200)
- King’s Lynn Stars (2005)
- Eastbourne Eagles (2005)
- Coventry Bees (2006–)

Szwecja
- Vargarna Nörkkoping (2002–2004)
- Getingarna Sztokholm (2005)

Polska
- Start Gniezno (2007)
- GTŻ Grudziądz (2008–2011)
- ROW Rybnik (2012)
- KKŻ Kraków (2013–2014)

## Osiągnięcia
- młodzieżowe indywidualne mistrzostwa Anglii:
  - 2002 – brązowy medal
  - 2003 – srebrny medal

- indywidualne mistrzostwa świata juniorów:
  - 2002 – XI miejsce
  - 2003 – XVI miejsce

- drużynowy Puchar Świata:
  - 2007 – IV miejsce